# Gus Hoffman
Gus Hoffman (26 augustus 1991) is een Amerikaans acteur die vooral bekend is van zijn rol als Goggles in de film uit 2005 Rebound. Hij heeft ook een gastrol als "Warren" gehad in The Suite Life of Zack & Cody.